# Маттіас Нерстебе
Маттіас Альфер Нерстебе, Ньорстебьо (норв. Mattias Alfer Nørstebø; 3 червня 1995, м. Тронгейм, Норвегія) — норвезький хокеїст, захисник. Виступає за «Брюнес» (Євле) у Шведській хокейній лізі.
Виступав за «Брюнес» (Євле), ХК «Мора».
В чемпіонатах Швеції — 54 матчі (0+1), у плей-оф — 11 матчів (0+1).
У складі національної збірної Норвегії учасник чемпіонату світу 2015 (7 матчів, 3+0). У складі молодіжної збірної Норвегії учасник чемпіонатів світу 2013 (дивізіон IА) і 2014. У складі юніорської збірної Норвегії учасник чемпіонатів світу 2003 (дивізіон IА) і 2013 (дивізіон IА).